# David Choquehuanca Céspedes
David Choquehuanca Céspedes (aimara: Llawi Chuqiwanka Sispiris)  (Huarina, 7 de maig de 1961) és un dirigent sindical i polític aimara bolivià. Va exercir el càrrec de ministre de Relacions Exteriors de Bolívia entre gener de 2006 i gener de 2017, durant el primer, segon i tercer govern del president Evo Morales. Entre 2017 i 2019 també va exercir de secretari general de l'aliança Aliança Bolivariana per les Amèriques (ALBA).

## Biografia
David Choquehuanca va néixer el 7 de maig de 1961, a la comunitat aimara de Cota Cota Baja, pertanyent al municipi d'Huarina, situat a la província d'Omasuyos al Departament de La Paz. Choquehuanca va créixer en aquesta petita comunitat indígena, situada a la vora del llac Titicaca, on va aprendre l'idioma aimara com a llengua materna.
Va començar els seus estudis el 1967 a l'escola rural de la seva comunitat, on va aprendre a parlar castellà com a segona llengua als 7 anys. El 1971, Choquehuanca es va traslladar a la població d'Huarina per a continuar amb els estudis secundaris. Va acabar el batxillerat l'any 1980 al Col·legi General José Miguel Lanza.
Choquehuanca es va traslladar a viure a la ciutat de La Paz per a continuar amb la seva formació acadèmica, igual que milers i milers de joves de l'àrea rural i de la seva mateixa edat que van haver d'emigrar durant aquesta època a les capitals a causa de la falta d'oportunitats de treball i d'estudi en el seu lloc d'origen.
Choquehuanca va ingressar el 1981 a la carrera de Filosofia de la Normal Simón Bolívar (actualment anomenada Escola Superior de Formació de Mestres Simón Bolívar) però va estar-hi només el primer any, car va dedicar-se a la lluita estudiantil participant en congressos sindicals de diferent índole.

### Activisme polític
Ja com a dirigent estudiantil, Choquehuanca participà durant la dècada del 1980 de diversos processos socials polítics de suport a les organitzacions del moviment camperol especialment a la Confederació Sindical Única de Camperols de Bolívia (CSUTCB). L'any 1984, en un congrés sindical dut a terme per joves camperols, David Choquehuanca coneixeria a Evo Morales, el qual ja era un destacat líder cocaler del tròpic de Cochabamba.
L'any 1985, Choquehuanca va accedir a una beca concedida per República de Cuba per a estudiar a l'Escola Nacional de Formació de Quadres Niceto Pérez. Aquell mateix any coneixeria també en persona a Fidel Castro.
El 1987, va formar part d'una organització de base per participar amb propostes als congressos del Moviment Camperol Indígena i va començar a treballar en la campanya «500 Anys de Resistència», que va influir en la recuperació de la seva autoestima com a persona i com a part d'un poble originari.
El 1990, va cursar un postgrau sobre Història i Antropologia sota l'auspici de la Universitat Mayor de San Andrés a La Paz. Entre els anys 2001 i 2002 va cursar un diplomat superior sobre Drets dels Pobles Indígenes a la Universitat de la Cordillera. Choquehuanca va participar també en diversos esdeveniments internacionals com els Fòrums Socials continentals i mundials.
El 22 de gener de 2006 va ser nomenat ministre de Relacions Exteriors pel primer govern del president Evo Morales. En la seva gestió es va fomentar el pachamamisme com a filosofia indígena. Choquehuanca va ser criticat per la contractació per a la cancelleria de personal sense formació universitària provinent de comunitats indígenes. Va ser, al costat del ministre d'economia Luis Alberto Arce, un dels ministres que més temps ha romàs al govern de Morales. Va ser substituït el gener de 2017 per Fernando Huanacuni, excap de protocol de la Cancelleria boliviana. El 5 de març de 2017, Choquehuanca va ser designat secretari general de l'ALBA durant la XIV Cimera Extraordinària de l'organització realitzada a Caracas. El lloc havia estat ocupat des de 2013 pel diplomàtic veneçolà Bernardo Álvarez, traspassat el 25 de novembre de 2016.

## Candidat a vicepresident
El gener de 2020, va ser triat candidat a la vicepresidència per a les eleccions generals del mateix any pel Movimento al Socialismo, en tàndem amb l'economista Luis Arce com a candidat a president.